# メタンの酸化カップリング
メタン酸化カップリング（メタンのさんかカップリング、英語: oxidative coupling of methane、略称: OCM）は、主にメタンからなる天然ガスをより高価値な化学物質に変換するために1980年代に発見された化学反応である。OCMプロセスは商業的に実用化されていない。
エチレン合成の他、アセチレン、酢酸、メタノールなど様々な物質の直接合成が研究されている。

## エチレン合成
エチレンプラントが石油コンビナートの生産力の中核をなすことからもわかるようにエチレンには大きな需要が存在する。
メタンは石油の価格の半分、シェールガス革命によって4分の1にさえなると見られ、もし天然ガスの大半を占めるメタンを利用できれば莫大な利益が見込める。
そのためメタンの酸化的カップリングが望まれ、精力的な研究が行われてきたが実用化は叶わず20世紀終わりには研究は下火になった。
メタンの酸化的カップリング反応は次の式で表される。
2CH4 + O2 → C2H4 + 2H2O
反応は発熱性（ΔH= -280 kJ/mol）であり、高温（750- 950 ℃）で発生する。反応では、メタン（CH4）は触媒表面で不均一に活性化され、メチルフリーラジカルを形成する。これは次に気相で結合してエタン（C2H6）になる。その後、エタンは脱水素化されることでエチレン（C2H4）になる。目的のC2生成物は、メチルラジカルと気相の表面および酸素との非選択的反応によって還元され、（望ましくない）一酸化炭素と二酸化炭素を生成する。

## 触媒研究
メタンの酸化的カップリングは、不均一系触媒の研究の中でも最も困難な課題の一つである。メタンの活性化はその熱力学的安定性のせいで非常に難しい。メタンが高い熱力学的安定性を持つのは希ガスにも似た電子配置のせいである。
強固なC-H結合（435 kJ/mol）の四面体配列は、化学反応を受けるための官能基、磁気モーメント、または極性分布を持たない。これにより、メタンはほぼすべての変換生成物よりも反応性が低い。
この問題により、酸化的カップリングの反応温度は高く、また収率は悪い。
近年では電場印加を行いより低温で効率的に合成する方法が報告されている。